# Фабріс Бусто
Фабріс Бусто (фр. Fabrice Bousteau; нар. 12 грудня 1963, Шомон) — журналіст, письменник, арт-критик, головний та керуючий редактор журналу Beaux Arts Magazine .  
Випускник школи менеджменту HEC Paris та Вищого інституту культурного менеджменту, Бусто також має власну рубрику у радіопередачі Tour arrive та виступає продюсером передачі Surexposition на радіостанції France Culture, а також веде рубрику на BFM radio.
З 1996 року Фабріс Бусто є керуючим та головним редактором Beaux Arts Magazine, щомісячного французького журналу про мистецтво та культуру, що презентує сучасні твори усіх видів візуального мистецтва (архітектура, фотографія, дизайн, мода тощо). 
Він також є редакційним директором щоденного видання Le Quotidien de l’Art.
Паралельно він курує численні виставки, зокрема «Paris-Delhi-Bombay...» — першу виставку індійського мистецтва у Центрі Помпіду у Парижі в 2011 році, або «Le serpent cosmique», в межах проєкту Utopia, Lille3000 в музеї Hospice Comtesse у місті Лілль у 2022 році.
Він також виступає радником в урбан-проєкті Grand Paris, що трансформує регіон у простір майбутнього.
Також Фабріс працює консультантом із культурної стратегії та продюсером програм на радіо France Culture.
У лютому 2023 року за кураторства Бусто відкрився тимчасовий культурний простір Module of Temporality («Модуль тимчасовості») у Києві, Україна.

## Обрані виставки

### La Foire Foraine d'Art Contemporain[6](Ярмарок сучасного мистецтва)
Культурний центр Centquatre-Paris, вересень 2022-січень 2023
Спів-куратори: Хосе-Мануель Гонсалвес та Фабріс Бусто.
Митці: Пілар Альбаррасін, П’єр Ардуван, Адель Абдессемед, Якоб Дальгрен, Ерве Ді Роза, Леандро Елріх, Лоріс Грео, Субодх Гупта, Альбертіна Меньє, Орлан, Le Parc, Ален Пасар, Peybak, Дельфін Рейст, Жюльєн Сало, Паскаль Мартін Таю, Філіпе Вілас Боас, Вірджинія Ясеф та інші.

### Le Serpent Cosmique[7](Космічний змій)
В межах проєкту Utopia, lille3000, травень-жовтень 2022
Виставка, створена за мотивами книги Джеремі Нарбі «Космічний змій, ДНК і походження знань»
Митці: АОО, Пабло Амарінго, Леа Барбазангес, Ерве Ді Роза, Жадер Есбел, Ален Флешер, Жан-Франсуа Фурту, Ден Генасія, Філіп Хаас, Фабріс Хібер, Лі Хунбо, Джузеппе Пеноне, Паола Піві, Zevs.

### Les Extatiques[8]
Париж, Ла Дефанс / Департамент О-де-Сен, 2018-2019-2020-2021 рр.
Виставка сучасного мистецтва у публічному просторі на території Paris La Défense і La Seine Musicale.
Митці : Деніел Аршам, Ліліан Буржа, Чой Чжон Хва, Тоні Крегг, Леандро Елріх, Ханіф Курейші, Нільс Удо, Ноель Долла, Фабріс Хібер, Вінсент Ламуру, Жан-Бернар Мете, Фудзіко Накая, Матео Насіні, Пабло Валбуена, Феліче Варіні

### La Belle Vie Numérique![9](Прекрасне цифрове життя!)
Фундація EDF, листопад 2017-березень 2018
30 митців, від Рембрандта до Ксав’є Вейана. Як художники останніх поколінь, ті, хто бачили, як сталася цифрова революція і ті, хто народився з нею, змінили свої практики? Як вони відображають зміни у сприйнятті світу, що відчуваються всіма нами? Чи вплинули на їхні інструменти створення інструменти GAFA (Google, Amazon, Facebook, Apple)? Як вони дивляться на цей новий світ, де іноді не відчувається межі між реальним і віртуальним?
Митці: Арам Бартолл, Веронік Белан, Лі Нам Лі, Льє Гамадуш, Матео Насіні, Амалія Ульман, Winshluss, Ксав’є Вейан, Жюльєн Левеск та інші.

### Tu dois changer ta vie![10](Ти маєш змінити своє життя!)
В межах проєкту Renaissance, Lille 3000, центр Tripostal, Лілль, вересень 2016-січень 2017
Виставка натхненна однойменною книгою Петера Слотердайка.
Митці: Анжеліка Месіті, Анна Цітеллі та Рауль Бретцель, Сесіль Бо, Чарльз і Рей Імз, Крістоф Бердагер та Марі Пежус, Клеон Петерсон, Енріке Рамірез, Fischli/Weiss, Гізлен Бертолон, Жіль Барб’є, Джованні Одзола, Грегуар Гіймен, Жан-Батист Мішель, Дженіфер Штайнкамп, JR, Жюлі С. Фортьє, Жюльєн Сало, Лор Пруво, Леандро Ерліх, Мартін Крід, Мішель Блазі, Філіпп Раметт, П’єр Сулаж, (Peybak) Бабак Алебрахім Дехкорді та Пейман Барабаді, Річард Джексон, Річард Мосс, Саша Гольдбергер, Сандро Боттічеллі, Саймон Монк, Soundwalk Collective, Тео Ешету, Winshluss та інші.

### Expériences Pommery
Domaine Pommery, Реймс
Художній керівник та куратор виставок сучасного мистецтва:
Rêveries (Мрії), Expérience #16, 2022 ; Introspection! (Самоаналіз!), Expérience #15, 2021 ; Gigantesque! (Гігантсько!), Expérience #13, 2016-2017 ; BLEU BRUT!, Expérience #12 , 2014 ; L’Art en Europe (Мистецтво у Європі), Expérience #6, 2008

### Small Art is Beautiful (Маленьке мистецтво красиве)
Dharma (Дхарма), Beirut Art Fair, 2015 
Виставка сучасного індійського мистецтва

### Abu Dhabi Art
2008-2017
Тематичні виставки та ART, TALKS & SENSATIONS, програма мистецьких інсталяцій та живих виступів.

### Paris-Delhi-Bombay... L'Inde vue par des artistes indiens et français[11](Париж-Делі-Бомбей… Індія очима індійських та французьких митців)
Центр Помпіду, Париж, травень-вересень 2011
Куратори: Софі Дюплe, Фабріс Бусто 
Індійські митці: Аіша Абрахам, Сарнат Банерджі, Атул Бхалла, Кришнараж Чонет, Нікхіл Чопра, Атул Додія, Аніта Дюбе, Суніл Гавде, Саксі Гупта, Шила Ґовда, Шилпа Гупта, Субодх Гупта, Суніл Гупта, NS Harsha, Джитіш Каллат, Амар Канвар, Бхарті Кхер, Соня Кхурана, Ріяс Кому, Наліні Малані, Пушпамала Н.,  Raqs Media Collective, Равіндер Редді, Теджал Шах, Сударшан Шетті, Даяніта Сінгх, Кіран Суббая, Віван Сундрам, Thukral & Tagra, Хема Упадх’я. 
Французькі митці: Кадер Аттіа, Жіль Барб’є, Ален Бюблекс, Стефан Кале, Ален Деклерк, Леандро Елріх, Сипрієн Гайяр, Лоріс Грео, Каміль Енро, Фабріс Хібер, Жан-Люк Мулен, Орлан, Жан-Мішель Отоніель, Г’ян Паншаль, П’єр та Жіль, Філіпп Раметт, Soundwalk Collective.

## Нагороди
- Командор ордена мистецтв і літератури (Commandeur de l'ordre des Arts et des Lettres (2019) [13]
- Офіцер ордена мистецтв і літератури. Офіцерське звання присвоєне Указом від 13 лютого 2015 р. [14]